# Vispa
Pour les articles homonymes, voir Vispa (homonymie).
La Vispa ou Viège en français est une rivière de Suisse, affluent du Rhône. Elle coule au fond de la vallée de Viège (en allemand Vispertal) pour rejoindre le Rhône sur la commune de Viège.

## Géographie
Elle résulte de la confluence de la Saaser Vispa de la vallée de Saas et de la Matter Vispa de la vallée de Zermatt qui se rejoignent dans la région du village de Stalden.

## Hydroélectricité
Une partie des eaux sont captées pour les installations de la Grande Dixence.

### Sources
- Carte topographique suisse